# 짝 (노래)
짝은 대한민국의 그룹 015B의 2012년 발매한 싱글이다. 정석원, 장호일, 조성민이 참여했다.

## 곡 목록
1. 짝 (feat.조성민) – 3:21
2. 짝 (Inst.) – 3:21

## 같이 보기
- 015B 디스코그래피